# フランツ・ベーケ
フランツ・ベーケ（ドイツ語: Franz Bäke、1898年2月28日 - 1978年12月12日）は、ドイツの陸軍軍人、歯科医。歯学博士（Dr. med. dent.）。最終階級は陸軍少将、突撃隊大佐。第二次世界大戦では小火器を用いて至近距離から敵戦車を撃破するなどの功績を上げ、僅か160人しかいない柏葉・剣付騎士鉄十字章受章者の一人となった。また、大戦中に79両の敵戦車を撃破した戦車エースとしても知られる。

## 経歴

### 前半生
1898年2月28日、ベーケはドイツ帝国・プロイセン王国のヘッセン＝ナッサウ地方にあるシュヴァルツェンフェルスに生まれた。第一次世界大戦の勃発を受け、1915年5月にドイツ帝国陸軍へ志願した彼は歩兵連隊に配属され西部戦線へ赴いた。1916年には二級鉄十字章を受章している。1919年1月に陸軍を除隊し、この時点の階級は士官候補生であった。 1921年までフランツ・フォン・エップによる右翼系準軍事組織「ドイツ義勇軍」に身を置いた。この時期にはヴュルツブルクで薬学や歯科医学の勉強も行っており、1923年に歯学博士（歯科医学博士、Dr. med. dent.）の称号を受けた。
1933年3月1日にベーケは突撃隊へ入隊した。ここでの最終階級は、1944年8月時点で突撃隊大佐である。彼はこの間ハーゲンで歯科医師として活動していた。1937年に予備役として軍へ復帰して偵察部隊へ配属され、同年予備役少尉に任官した。翌年チェコスロヴァキア占領に加わっている。

### 第二次世界大戦

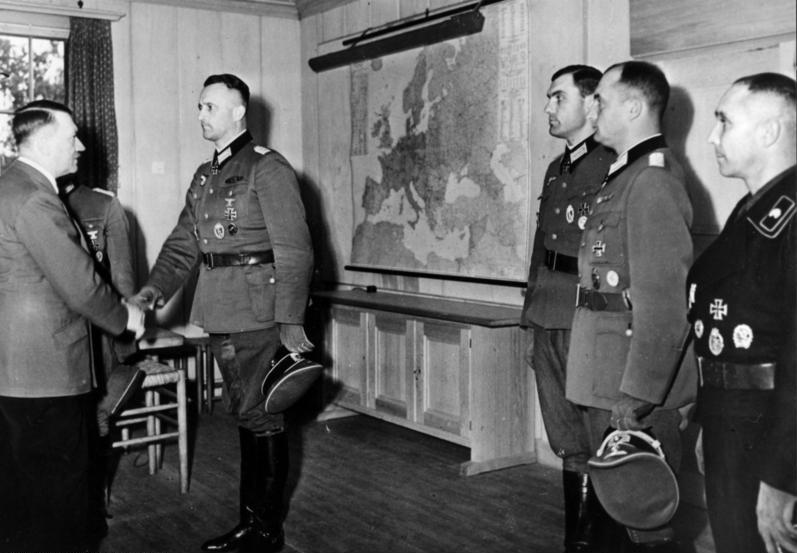
柏葉付騎士鉄十字章の授与式。左からアドルフ・ヒトラー、 ヴァルター・ランゲ大佐、テオドール・トルスドルフ少佐、ギュンター・パーペ大佐、ベーケ少佐

ベーケは1939年8月1日付で召集され、直後に第1軽師団第65対戦車大隊の小隊指揮官としてポーランド侵攻に参戦した。この第1軽師団は1939年10月に第6装甲師団へと名称を変更し、彼はこの師団でフランス侵攻やバルバロッサ作戦にも従軍した。スターリングラード攻防戦では包囲された第6軍救出のため冬の嵐作戦を発動している。結果としてこれは失敗に終わり、彼らはハルキウへ撤退を余儀なくされた。1943年1月に騎士鉄十字章を受章。6月のツィタデレ作戦ではベルゴロド付近で戦い、その後ドニエプル川方面へ移動した。彼はこの作戦で柏葉付騎士鉄十字章の受章に至った。
1943年11月1日、ベーケは第11装甲連隊長に就任した。12月、所属していた第503重戦車大隊を中心にベーケ重戦車連隊を組織するよう命令が下った。彼の名を冠した連隊は46両のパンターや34両のティーガーIから成っており、その他に自走砲大隊や機械化工兵大隊なども加わっていた。1944年1月、彼は重戦車連隊を率いて戦闘に赴いたが、このとき彼は小火器のみでソビエトの戦車3両を撃破する活躍を見せた。これにより戦車撃破章を受章した。 コルスン包囲戦では、囲まれたヴィルヘルム・シュテンマーマン率いるシュテンマーマン集団救出のため決死の抵抗を行い、救出に成功している。これらの活躍によって、彼は2月14日に柏葉・剣付騎士鉄十字章を受章した。彼の受章はドイツ国防軍で49人目のことである。
1944年5月には予備役大佐へ昇進し、フェルトヘルンハレ装甲旅団の司令官に就任した。 ベーケ率いる部隊は、9月7日から8日にかけての深夜にオメッツ付近でアメリカ軍第90歩兵師団に対し奇襲を敢行している。しかしアメリカ側の反撃に遭い、8日夕方の段階で30両の戦車、60両のハーフトラック、100両近くの軍用車両を失う損害を負った。また、彼の指揮下にあった歩兵部隊の損害も同様に深刻であった。
1945年2月28日、ベーケはそれまでの予備役から現役軍人へと登録が変更された。3月10日には正式には第13装甲師団である第2フェルトヘルンハレ装甲師団の司令官に就任し、ハンガリーへ移動した。彼の師団はフェルトヘルンハレ装甲軍団の一部としてハンガリーやチェコスロヴァキアでの撤退戦に従事した。4月20日には少将へ昇進した。5月8日にアメリカ軍へ降伏。

### 戦後
ベーケは2年間抑留された後、1947年に解放された。ハーゲンで歯科医院を開業したが、交通事故に遭い1978年12月12日にボーフムで死去した。

## 叙勲
- 鉄十字章
  - 二級鉄十字勲章1914年章 (1916年7月15日)[9]
  - 一級鉄十字勲章1939年章 (1940年6月1日)[9]
- 鉄十字章略章
  - 二級鉄十字略章 (1939年9月26日)[9]
- 名誉十字章[8]
- 戦車突撃章
  - 戦車突撃章銀章100回[10]
- 戦車撃破章
  - 戦車撃破章銀章3回 (1943年7月17日)[8]
- 騎士鉄十字章
  - 騎士鉄十字章 (1943年1月11日)[11]
  - 柏葉付騎士鉄十字章 (1943年8月1日)[11]
  - 柏葉・剣付騎士鉄十字章 (1944年2月21日)[11]
- 国防軍軍報への記載2回 (1944年1月31日、1944年12月6日)

第1軍及び第19軍は第106装甲旅団での優秀な指揮を理由にベーケを柏葉・剣・ダイヤモンド付騎士鉄十字章に推薦したが、ハインリヒ・ヒムラーによって拒絶されている。